# Bornholmer Straße
Ne doit pas être confondu avec  le film « Bornholmer Straße ».
La Bornholmer Straße (en français « rue de Bornholm ») est une rue de Berlin.

## Situation et accès
Située au nord de Prenzlauer Berg, dans le quartier « scandinave » (appelé ainsi pour ses rues nommées d'après des villes de Scandinavie), la rue part du carrefour avec la Schönhauser Allee dans un axe Est-Ouest, vers le pont Böse (de) qui est la limite du quartier de Wedding, et qui fut l'un des points de passage entre l'Est et l'Ouest au temps de l'Allemagne de l'Est. 

## Origine du nom
Elle porte le nom de l'île danoise de Bornholm. 

## Historique
Durant la guerre froide, le point de passage était dirigé par Harald Jäger, lieutenant-colonel de la Stasi.
Ce fut le premier points de passage ouvert entre les deux Allemagnes le 9 novembre 1989 à la chute du Mur de Berlin.
En 1995, le tramway de la Bornholmer Strasse fut prolongé vers Wedding, signant ainsi le retour du tramway à l'ouest, après plusieurs décennies d'absence. Cette section reste à ce jour la seule dans l'ancien Berlin-Ouest.